# Козин, Евгений Германович
Евге́ний Ге́рманович Ко́зин (род. 31 декабря 1967, Ленинград, РСФСР, СССР) — российский железнодорожный управленец, 5-й начальник Петербургского метрополитена (с 13 ноября 2020 года, и первый после переименования города 6 сентября 1991 года). Сменил на этом посту Владимира Гарюгина, возглавлявшего предприятие 30 лет — с 29 января 1990 года по 3 августа 2020 года — до назначения Евгения Козина исполняющим обязанности начальника.

## Биография
Евгений Козин родился 31 декабря 1967 года в Ленинграде (ныне Санкт-Петербург), в 1992 году окончил ЛИИЖТ (ныне — ПГУПС) по специальности «Мосты и тоннели» с квалификацией «Инженер путей сообщения и строитель», в 2005 году защитил диссертацию в Санкт-Петербургском горном институте им. Г. В. Плеханова. С 2011 по 2020 год — первый заместитель начальника Петербургского метрополитена, с 3 августа по 12 ноября 2020 года — врио начальника, с 13 ноября 2020 года — начальник.

## Общественная позиция
Поддержал выдвижение действующего президента РФ Владимира Путина на выборы 2024 года.

## Семья
Женат, имеет четверых детей.

## Научная деятельность
Совместно с заведующим кафедрой «Тоннели и метрополитены» ПГУПСа Александром Ледяевым на посту первого заместителя начальника метрополитена в 2014 году (пост начальника тогда занимал Владимир Гарюгин) написал диссертацию о служебных соединительных ветвях.

## Деятельность на метрополитене
По информации издания DixiNews, мог покинуть пост начальника Петербургского метрополитена из-за публичного отказа досрочно открыть станцию «Чернышевская» с реконструкции и откладывать закрытие на неё станции «Фрунзенская» и «Удельная», обосновывая отказ недопустимостью пренебрежения безопасностью пассажиров в угоду губернаторской предвыборной кампании Александра Беглова. В то же время работы по реконструкции станции «Чернышевская» осуществляет компания «Метрострой Северной Столицы», принадлежащая правительству Санкт-Петербурга и группе ВТБ. Впоследствии сроки открытия «Чернышевской» были перенесены на июль, а затем — на его конец, но позже была названа конкретная дата — 15 июля 2024 года. После этого было объявлено, что станция откроется с реконструкции досрочно — 13 июля. Открытие состоялось несмотря на отсутствие официального подтверждения этого.
31 июля 2024 года принял участие в запуске тематического поезда, вышедшего на Московско-Петроградскую линию, посвящённого 300-летию СПбГУ.

## Признание
В 2016 году получил звание Тоннельной ассоциации «Инженер года».

## Награды и премии
Лауреат премии «Золотой фонд» издания Деловой Петербург.

## Предшествовавшие начальники Ленинградского метрополитена
- И. С. Новиков
- В. А. Аверкиев
- Алексей Тимофеевич Денисов
- В. А. Гарюгин